# Alfons Karol Pomian-Hajdukiewicz
Alfons Karol Pomian-Hajdukiewicz, Alf de Pomian Hajdukiewicz, Alf Pomian, pseudonim Alf (ur. 27 marca 1867 w Sztokholmie, zm. 23 sierpnia 1972 tamże) – ekonomista, publicysta, polski urzędnik konsularny, działacz polonijny.

## Życiorys
Syn powstańca z 1863, następnie nauczyciela języka polskiego w Szwecji Józefa Alfonsa Hajdukiewicza (1831-1873) i Olimpii Pietkiewicz.
Studiował prawo i ekonomię w Paryżu i Sztokholmie, był przedstawicielem firm szwedzkich w Indiach i Afryce, m.in. w Dahomeju, służył również w Legii Cudzoziemskiej. Od stycznia 1920 pełnił funkcję konsula honorowego RP w Sztokholmie, po czym przeszedł do polskiej służby zagranicznej, w której zajmował stanowisko konsula w Hamburgu (1921-1925) i Lipawie (1926-1931). Od 1 maja 1933 pracownik kontraktowy RP w Sztokholmie. Od 1 grudnia 1935 attaché prasowy w Sztokholmie.
Był prezesem Polskiego Komitetu Ratunkowego, Polskiego Komitetu Pomocy w Szwecji oraz Rady Uchodźstwa Polskiego.
Zmarł w wieku 105 lat; spoczywa na cmentarzu Norra begravningsplatsen w Solna pod Sztokholmem.
Za zasługi odznaczony m.in. Krzyżem Komandorskim Odrodzenia Polski (Polonia Restituta), Palmami Akademii Francuskiej oraz szwedzkim Orderem Wazy (Vasaorden).